# Middellandsezeeknorvis
De middellandsezeeknorvis (Plectorhinchus mediterraneus) is een straalvinnige vis uit de familie van Haemulidae en behoort derhalve tot de orde van baarsachtigen (Perciformes). De vis kan maximaal 80 cm lang en 7920 gram zwaar worden. 

## Leefomgeving
Plectorhinchus mediterraneus is een zoutwatervis. De vis prefereert een subtropisch klimaat en leeft hoofdzakelijk in de Atlantische Oceaan. Bovendien komt Plectorhinchus mediterraneus voor in de Middellandse Zee. De diepteverspreiding is 10 tot 180 m onder het wateroppervlak. 

## Relatie tot de mens
Plectorhinchus mediterraneus is voor de visserij van aanzienlijk commercieel belang. In de hengelsport wordt er weinig op de vis gejaagd. 